# 오사까조선초급학교
오사까조선초급학교(일본어: 大阪朝鮮初級学校 오사카 조선 초급학교[*])는 일본 오사카시에 위치한 조선학교이다.

## 연혁
- 1945년 10월 17일 - 이쿠노구 이노키리 히가시 9초메에 국어 강습소(히가시오사카 조선 제5초급학교의 전신)를 개설.
  - 11월 3일 - 나카가와치군 와타마치· 후쿠 국민학교 내에 국어강습소(히가시오사카 조선 제3초급학교의 전신)를 개설.
- 1946년 - 히가시나카가와 조선 초등학교(히가시오사카 조선 제일 초급학교의 전신)를 개설.
- 1949년 - 조선학교 폐쇄령 에 의해 각 학교 모두 폐쇄.
- 1952년 4월 1일 - 중서 조선 초등학교 재건.
- 1953년 4월 1일 - 이쿠노 조선 제일 초등학교·샤리지 조선 초등학교를 재건.
- 1955년 - 각 초등학교를 초급학교로 개칭.
- 1957년 - 다지마 조선 초급학교를 재건.
- 1962년 - 이쿠노 조선 제일 초급학교를 히가시오사카 조선 제일 초급학교로 개칭. 또 중서조선 초급학교를 히가시오사카 조선 제3초급학교로 개칭.
- 1962년 7월 21일 - 다지마·샤리지의 각 학교가 이전 통합(현생노 조선 초급학교 부지). 히가시오사카 조선 제5초급학교로 개칭.
- 1991년 - 3교 통합에 의해 이쿠노 조선 초급학교 발족.
- 1992년 8월 31일 - 현재 위치로 이전.
- 2022년 - 나카오사카 조선 초급학교 병합
- 2023년 - 오사카 조선 제4초급학교 와 병합하여 현재의 교명으로 개칭.

## 참고 자료
- 大阪民族教育60年誌編集委員会 (2005). 《大阪民族教育60年誌》. 大阪朝鮮学園. 다음 글자 무시됨: ‘和書

’ (도움말)